# チャンパ・プンツォー

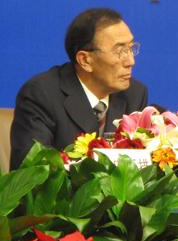
チャンパ・プンツォー

チャンパ・プンツォー（ワイリー式: byams pa phun tshogs, 蔵語拼音:Qiangba Puncog, 中国語: 向巴平措, 拼音: Xiàngbā Píngcuò, 1947年5月 - ）は中華人民共和国チベット自治区主席。チベット族で、チベットチャムド生まれ。重慶大学機械系機械製造専門卒業。

## 簡歴
- 1974年5月 中国共産党加入
- 1970年10月－1972年4月 チベット自治区チャムド地区農機具工場にて労働
- 1975年10月－1979年3月 チベット自治区チャムド地区農機局農機具工場技術員、工場長
- 1979年3月－1980年10月 チベット自治区チャムド地区農機局副局長、党成員
- 1980年10月－1983年10月 チベット自治区ポメ県委書記
- 1983年10月－1992年11月 チベット自治区チャムド地区行署副専員
- 1992年11月－1995年6月 チベット自治区山南地委副書記、行署専員
- 1995年6月－1997年11月 チベット自治区山南地委書記
- 1997年11月－1998年5月 チベット自治区ラサ市委書記
- 1998年5月－2003年1月 チベット自治区党委常委、ラサ市委書記
- 2003年1月－2003年3月 チベット自治区党委副書記、ラサ市委書記
- 2003年3月－2003年4月 チベット自治区党委常務副書記、ラサ市委書記
- 2003年4月－2003年5月 チベット自治区党委常務副書記
- 2003年5月 チベット自治区党委常務副書記、チベット自治区主席

中共第十六期中央候補委員、第十七期中央委員。